# زردان (باقران)
زردان (بالفارسية: زردان) هي مستوطنة تقع في إيران في قسم باقران الريفي.